# Göte Blom
Erik Göte Blom, född 10 mars 1921 i Kungsholms församling i Stockholm, död 5 juli 2003 i Katarina församling i Stockholm, var en svensk sjömilitär.

## Biografi
Blom avlade studentexamen vid Hermods 1942 och arbetade därefter vid Postverket. Han avlade sjöofficersexamen vid Sjökrigsskolan 1946 och utnämndes samma år till fänrik i flottan, där han befordrades till löjtnant 1948 och gick  torpedutbildning. Han genomgick Allmänna kursen vid Sjökrigshögskolan, norska marinens stabskurs 1954–1955 och Stabskursen vid Krigshögskolan 1956–1957. Han befordrades till kapten 1957, var adjutant vid jagarflottilj, tjänstgjorde vid Marinstaben, var fartygschef på torpedbåt, chef för 11. torpedbåtsdivisionen, var lärare vid Militärhögskolan 1962–1966, befordrades till kommendörkapten av andra graden 1963 och till kommendörkapten av första graden 1966 samt tjänstgjorde i Försvarsdepartementet 1966–1970.
Blom befordrades till kommendör 1970, varpå han var chef för Första jagarflottiljen 1970–1971 och flaggkapten vid Kustflottans stab 1971–1973. Han befordrades till kommendör av första graden 1973, var chef för Operationsledning 3 i Försvarsstaben 1973–1978, sakkunnig i Sjöövervakningskommittén 1977–1980, chef för Berga örlogsskolor 1978–1980 och chef för den svenska delegationen vid de neutrala nationernas övervakningskommission i Korea 1980–1982. Sistnämnda år övergick Blom till verksamhet som konsult.
Göte Blom invaldes som ledamot av Kungliga Örlogsmannasällskapet 1965 och som ledamot av Kungliga Krigsvetenskapsakademien 1970. Han var även ordförande i Flottans män 1986–1990, ordförande i Koreanska sällskapet och ordförande i Cykelfrämjandet. Tillsammans med Per Rudberg skrev han Vår beredskap – var den god? Marin beredskap tiden 1938–1990.
Göte Blom var son till kammarskrivare Erik Blom och Harriet Holmström. Han gifte sig 1946 med specialläraren Margit Andersson (1920–2009). Makarna Blom är begravda på Galärvarvskyrkogården i Stockholm.

### Utmärkelser
- Riddare av första klassen av Svärdsorden, 1964.[12]
- Kommendör av Svärdsorden, 1973.[13]